# ロバート・ジェミソン・ヴァン・デ・グラフ

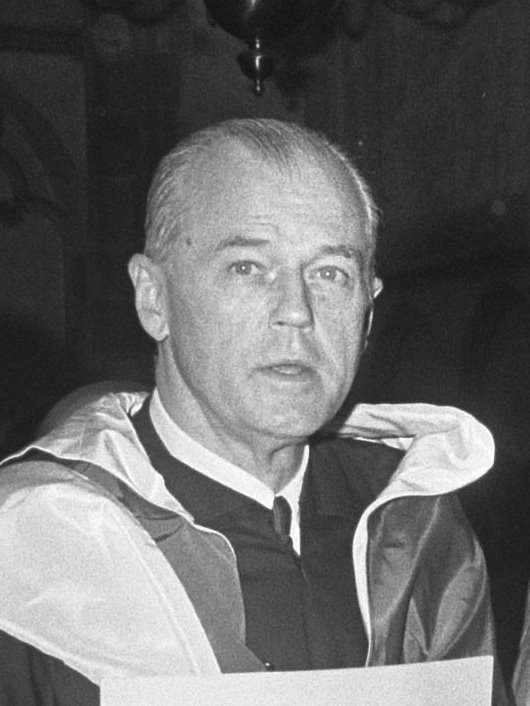
ロバート・ジェミソン・ヴァン・デ・グラフ

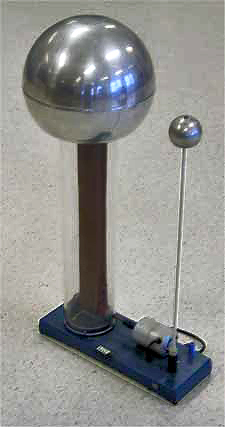
ヴァンデグラフ起電機

ロバート・ジェミソン・ヴァン・デ・グラフ（Robert Jemison Van de Graaff、1901年12月20日 - 1967年1月16日）は、アメリカの物理学者。1929年に静電発電機の一種であるヴァンデグラフ起電機を発明したとして名高い。

## 生涯
アラバマ州タスカルーサに生まれ、アラバマ大学で工学を学び、1922年に学士号を取得して1923年に修士号を取得した。
その後はヨーロッパに渡り、ソルボンヌ大学、オックスフォード大学にて物理学を学んだ。なお、ソルボンヌ大学ではポーランド立憲王国（現:ポーランド）の物理学者、化学者であるマリ・キュリーの講義を1925年に聴き、物理学の関心を高めた。また、オックスフォード大学では高圧送電の技術を研究して高電圧を発生させる装置に関心を持つようになり、1926年に2回目の学士号を取得し、1928年にPh.D.（学位）を取得した。
1929年、プリンストン大学にて特別研究員を務めている時に、8万ボルトの電圧を生み出せる帯電ベルト式静電起電機を製作した（ヴァンデグラフ起電機）。1931年にはマサチューセッツ工科大学に移り、本格的な開発を行って700万ボルトを発生させることができていた。1934年までマサチューセッツ工科大学の研究員を務め、その後は1960年までマサチューセッツ工科大学の准教授を務めた。1935年、ヴァンデグラフ起電機の開発特許を得た。
1936年にはエリオット・クレッソン・メダル、1965年には静電加速器の開発でアメリカ物理学会よりトム・W・ボナー原子核物理学賞を受賞。
1967年1月16日にマサチューセッツ州のボストンで死去した。

## 特許
- US1,991,236
- US2,024,957
- US2922905
- US3,187,208
- US3,323,069
- US3239702
- US3,308,323